# Estelle Pereira
Estelle Pereira (24 september 2005) is een voetbalspeelster uit Nederland. Ze speelt als aanvaller voor Sparta Rotterdam.

## Clubcarrière
Pereira maakt onderdeel uit van het team van Jong Excelsior Rotterdam.
Op 10 december 2023 maakte Pereira haar debuut in de Vrouwen Eredivisie voor Excelsior in een thuiswedstrijd tegen sc Heerenveen door in te vallen voor Sabrine Ellouzi.
Pereira tekende op 5 juni 2024 haar eerste contract bij Excelsior en werd daarmee definitief overgeheveld naar het eerste elftal van de Rotterdammers. In het seizoen 2024/25 maakte ze vier keer haar opwachting voor de Kralingse club. Excelsior maakte op 23 mei 2025 bekend dat Pereira een van de tien speelsters was die de club na het seizoen 2024/25 ging verlaten. Pereira bleef in Rotterdam en vertrok naar het een niveau lager actieve Sparta Rotterdam.

## Statistieken
| Seizoen | Club                | Land      | Competitie | Wedstrijden | Doelpunten |
| ------- | ------------------- | --------- | ---------- | ----------- | ---------- |
| 2023/24 | Excelsior Rotterdam | Nederland | Eredivisie | 2           | 0          |
| 2024/25 | Excelsior Rotterdam | Nederland | Eredivisie | 4           | 0          |
| Totaal  | Totaal              | Totaal    | Totaal     | 6           | 0          |

Bijgewerkt t/m 12 juli 2025.